# I koncert skrzypcowy (Paganini)
I koncert skrzypcowy op. 6 – koncert na skrzypce i orkiestrę skomponowany przez Niccolò Paganiniego.
Utwór stworzony został w latach 1817–1818 (wg innego źródła powstał prawdopodobnie w 1811). Koncert został pierwotnie napisany w tonacji Es-dur z partią solową skrzypiec w tonacji D-dur. Wymagało to od solisty przestrojenia instrumentu o pół tonu w górę, co zwiększało napięcie strun, nadając skrzypom jaśniejszą barwę, kontrastującą z ciemniejszą barwą orkiestry (zob. skordatura). Współcześnie utwór wykonywany jest w całości w tonacji D-dur.
Paganini napisał co najmniej pięć koncertów skrzypcowych. Koncert op. 6 ukazał się drukiem w 1851 jako opus pośmiertne w paryskim wydawnictwie Georges’a Schonenbergera oraz w mogunckiej oficynie Bernharda Schotta.

## Budowa
Utwór składa się z trzech części:
1. Allegro maestoso
2. Adagio espressivo
3. Rondo: Allegro spirituoso

Wykonanie Koncertu op. 6 trwa około 36–37 minut.